# Muscadelle
Muscadelle ist eine Weißweinsorte. Sie ist mit Sémillon und Sauvignon Blanc an den großen Süßweinen des Bordeaux wie Sauternes und Barsac, Cérons, Loupiac, Sainte-Croix-du-Mont und Cadillac beteiligt. Ähnliches gilt für die Süßweine der Weinbauregion Sud-Ouest mit seinen Appellationen Bergerac, Monbazillac, Montravel und Saussignac. Darüber hinaus findet die Sorte Eingang in den Weißweinen von Rosette, Côtes de Duras, Côtes de Blaye, Côtes de Bourg und Graves sowie im Schaumwein Crémant de Bordeaux. 80 % des Rebbestands stehen jedoch in der Region Entre deux mers. Im Jahr 2007 wurde in Frankreich eine Rebfläche von 1.618 Hektar erhoben.(Quelle ONIVINS)
Sonstige Standorte der Muscadelle-Traube liegen in Osteuropa in den Ländern Ungarn, Rumänien und Ukraine, in Südafrika, in Kalifornien (Weinbau in Kalifornien mit den Weinbaugebieten Napa Valley AVA, Dry Creek Valley AVA und Sonoma Valley AVA) und in Australien. In Uruguay fand Pierre Galet Muscadelle-Rebstöcke, die dort irrtümlich unter dem Namen Sémillon vermarktet wurden. Der weltweite Rebbestand wird auf ca. 4000 Hektar geschätzt.
Die Traube Muscadelle gehört nicht zur Familie der Muskatellertrauben, auch wenn das fruchtige Aroma ihrer Weine vage daran erinnern kann. Sie stammt von der alten Rebsorte Heunisch ab. Der andere Elternteil ist bislang unbekannt.
Der Amerikaner Harold Olmo nutzte die Rebsorte zur Züchtung des Emerald Riesling, indem er die Sorte Muscadelle mit dem Riesling kreuzte.
Siehe auch die Artikel Weinbau in Australien, Weinbau in Frankreich, Weinbau in Südafrika, Weinbau in Rumänien, Weinbau in der Ukraine und Weinbau in den Vereinigten Staaten sowie die Liste von Rebsorten.
Abstammung: natürliche Kreuzung von Heunisch × einer noch unbekannten Sorte.

## Ampelographische Sortenmerkmale
In der Ampelographie wird der Habitus folgendermaßen beschrieben:
- Die Triebspitze ist offen. Sie ist weißwollig bis fast filzig behaart. Die bronzefarben gefleckten, blasigen Jungblätter sind nur leicht wollig behaart.
- Die großen Blätter sind dreilappig und mäßig tief gebuchtet. Die Stielbucht ist meist Lyren – förmig offen (gelegentlich auch geschlossen). Das Blatt ist spitz gesägt. Die Zähne sind im Vergleich zu anderen Rebsorten mittelweit gesetzt.
- Die konus- bis walzenförmige Traube ist groß und lockerbeerig. Die rundlichen Beeren sind mittelgroß und von weißer bei leicht rötlich-grauer Farbe. Die Beeren verfügen im Geschmack über eine leichte Muskatnote.

Die Rebsorte reift ca. 15 bis 20 Tage nach dem Gutedel und gilt somit im internationalen Vergleich fast noch als früh reifend.
Die Sorte ist anfällig gegen den Echten Mehltau sowie den Sauerwurm und wird häufig von Wespen heimgesucht. Die spät austreibende Sorte neigt häufig zu Grauschimmelfäule falls die Beeren von Schädlingen beschädigt wird. Die Tendenz zur Fäule führt jedoch unter guten Bedingungen im Herbst zur Edelfäule und macht die Sorte zu einem idealen Verschnittpartner für Süßweine.
Trotz allgemein schwacher Erträge von 50 bis 80 Hektoliter/Hektar sind sie meist noch zu hoch, so dass durch eine gezielte Reberziehung eine Ertragsminderung durchgeführt werden muss, um gute Weinqualitäten zu erzielen.

## Synonyme
Die Sorte Muscadelle ist auch unter den Synonymnamen Angelicaut, Angelico, Blanc Cadillac, Blanche Douce, Boullience Muscat, Bouillenc Muscat, Buillenc, Cadillac, Catape, Colle, Colle musquette, Doucanelle, Douzanelle, Enfin, Guepie, Guilan doux, Guilan muscat, Guilan musqué, Guillan, Guillan musqué, Guinlhan musqué, Marmesie, Marseillais, Muscade, Muscadela, Muscadet (Achtung: der Wein Muscadet wird aus der Rebsorte Melon de Bourgogne hergestellt), Muscadet doux, Muscalea, Muscat fou, Musquette, Pedri Ximenes Krimsky, Raisimotte, Raisin de musco, Raisinote, Raisinotte, Rousselou, Sauvignon à gros grains, Sauvignon muscadelle, Sauvignon vert (insbesondere in Kalifornien), Tokay (in Australien, Irrtum wurde von Paul Truel aufgeklärt), Vesparo und White Angelica bekannt.